# 알바 (지명)
알바 (Alba)는 스코틀랜드 게일어로 스코틀랜드를 일컫는 말이다. 9세기 픽트인과 스코트인이 알바 왕국이란 하나의 정치체제로 통합되면서부터 사용된 명칭으로, 알바 왕국은 12세기 들어 어스트라드클리드 지역과 영어권이었던 로디언 지역을 정복하여 스코틀랜드 왕국으로 발전하였다.
'알바'라는 표기는 알파벳 그대로 옮긴 것으로, 영어 발음으로는 '앨버' (/ˈælbə, ˈælvə/)에 가까우며, 스코틀랜드 게일어 발음으로는 '알러퍼' (스코틀랜드 게일어: [ˈal̪ˠəpə] ( 듣기))로 읽힌다. 
같은 도서켈트어군의 게일어군에 속하는 아일랜드어의 'Alba', 맨어의 'Nalbin'와 동계어이며, 브리튼어군에 속하는 콘월어에는 'Alban', 웨일스어에는 'Yr Alban'이란 단어로 남아 있다. 브르타뉴어에서는 이 말을 쓰지 않고 'Bro-Skos' (스코트인의 나라)라는 말을 쓴다. 이들 단어 모두 고대 후기~중세 시대 그레이트브리튼섬을 통칭하는 이름으로 쓰였으며, 브리튼계 명칭인 알비온 (Albion)의 어간이기도 하다.

## 어원

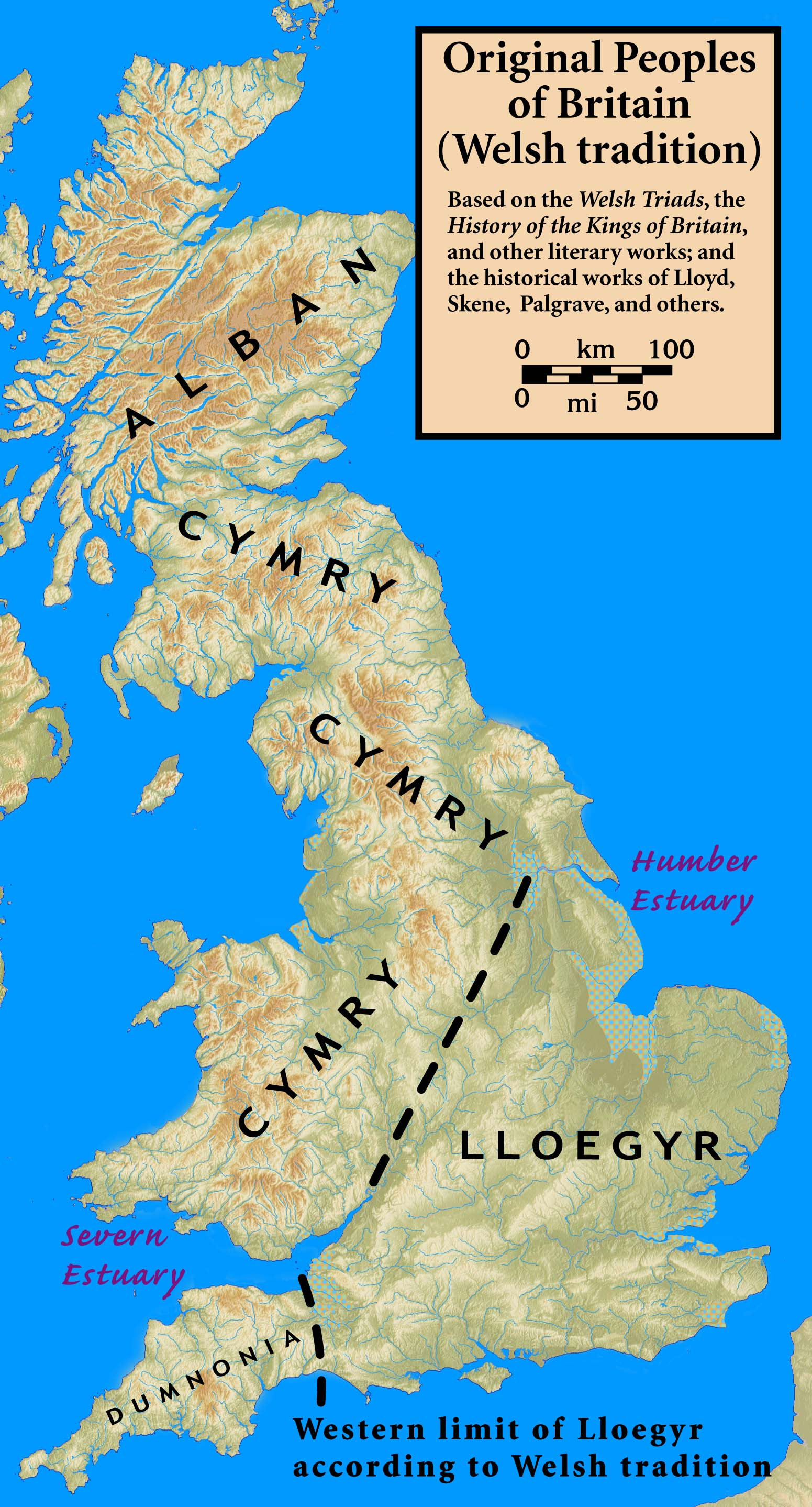
고대 브리튼섬의 원주민 권역도

알바라는 명칭의 유래는 고대 그리스어 문헌에서 '알비온' (Ἀλβίων Albíōn) 내지는 '알루이온' (Ἀλουΐων Alouíōn)으로 표기된 것에서 유래하였다. 이는 고대 로마의 라틴어 문헌에서도 '알비온' (Albion)으로 전사되었다. 알비온이라는 명칭은 브리튼섬 전체를 가리키는 말로서, 그 원류를 따지면 '흰색'을 뜻하는 인도유럽조어의 어근에 기반을 두고 있다.
알비온이라는 지명은 이후 게일어 화자들에게 '알바' (Alba)라는 단어로 받아들여졌으며 카우산틴 2세 재위 이전 픽트인의 옛 왕국을 가리키는 말로 쓰였다.
이후 알바 왕국은 남방 영토를 정복해 나갔으며, 중세 후기에 이르러서는 '알바니아' (Albania)라는 라틴어 명칭으로 다시 알려지게 되었다. 알바니아라는 지명은 켈트계 라틴어 작가들이 사용하였으며 특히 《브리타니아 열왕사》를 저술한 몬머스의 제프리가 자주 사용하였다. 알바니아라는 지명은 중세 영어에서 올버니 (Albany)라는 단어로 알려지게 되었으나 정작 이 올버니라는 단어는 알바 왕국의 후신인 스코틀랜드 왕국에서는 거의 사용되지 않았으며, 올버니 공작이라는 작위명에만 사용되었다. 미국 뉴욕주의 주도인 올버니 시와 웨스턴오스트레일리아주의 올버니 시가 바로 여기서 유래하였다.

## 오늘날의 쓰임새

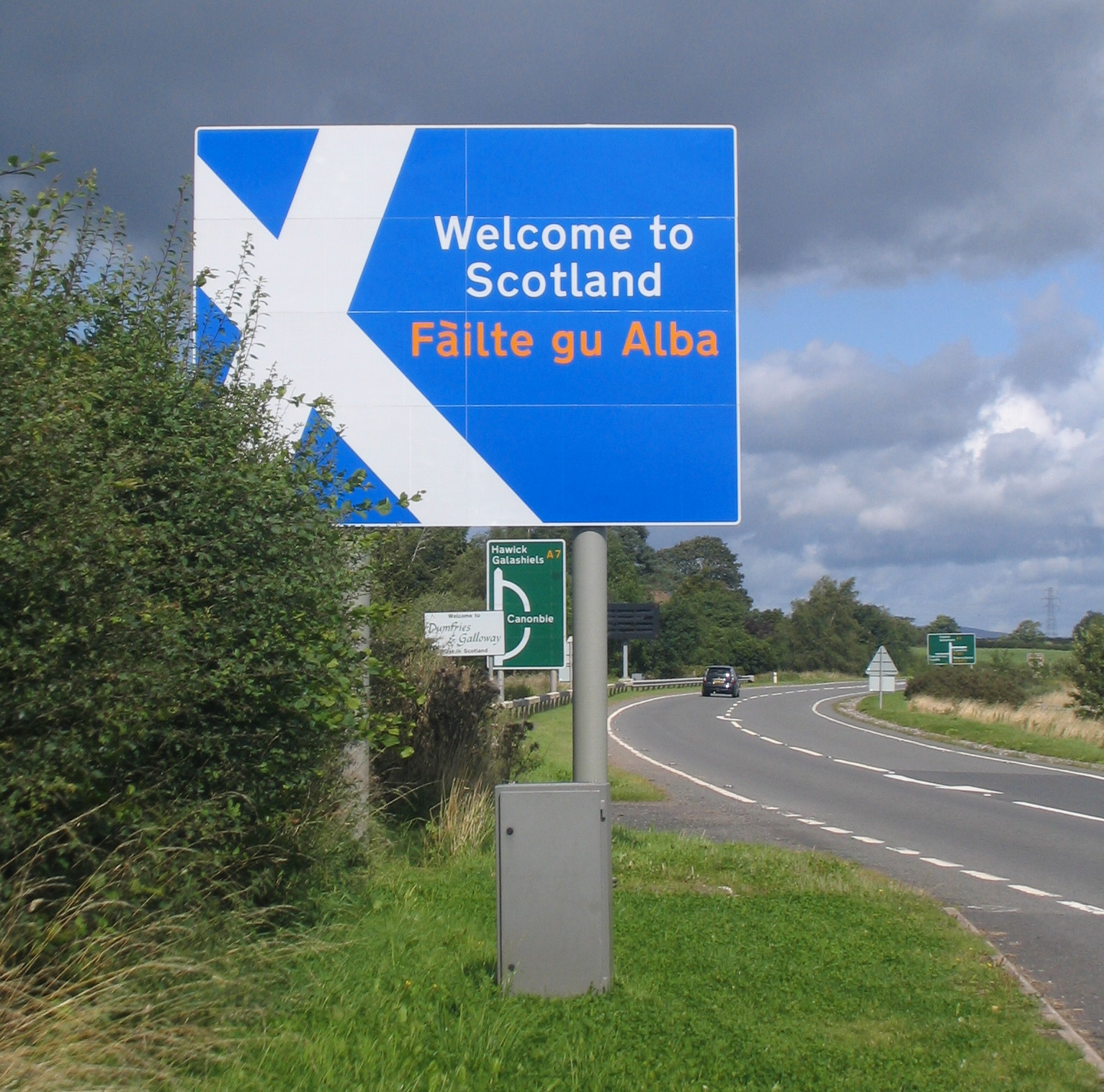
영국의 일반국도 격인 A7 도로에서 스코틀랜드로 진입할 때 볼 수 있는 표지판. 스코틀랜드 게일어로 "알바에 오신 것을 환영합니다" (Fàilte gu Alba)라 적혀 있다.

오늘날 스코틀랜드에서는 고유 언어인 스코틀랜드 게일어의 사용 움직임과 함께 '알바'의 표기 사례도 늘고 있다. 
스코틀랜드인 사이에서 '알러퍼 커 프러스' (Alba gu bràth), 즉 "스코틀랜드여 영원하라"라는 문구는 널리 알려져 있으며, 영화 《브레이브하트》에서 윌리엄 월리스가 스털링 다리 전투에서 저항군을 격려하는 장면에서 외치는 문구로도 유명하다.
영국방송공사 (BBC)는 스코틀랜드 게일어 방송사인 MG 알바와의 합작투자로 스코틀랜드 게일어 전용방송인 'BBC 알바' (BBC Alba)를 2008년 9월 개국하여 운영중에 있다.
1990년대 범켈트인 시민단체인 켈틱 리그 (Celtic League)에서 스코틀랜드 축구 대표팀과 럭비 대표팀의 상의에 "Alba"라는 단어를 붙이자는 운동을 벌인 적이 있으며, 2005년 스코틀랜드 축구 협회에서 스코틀랜드 게일어의 사용을 지지하려는 차원에서 공식 경기복 뒷면에 'Alba'의 표기를 추가하기로 결정하였다.
2007년 스코틀랜드 행정부가 '스코틀랜드 정부' (The Scottish Government)로 명칭을 변경하고, 게일어 명칭인 'Riaghaltas na h-Alba'도 함께 표기한 정부상징을 사용하기 시작하였다. 스코틀랜드 의회도 마찬가지로 게일어 명칭인 'Pàrlamaid na h-Alba'를 병기하고 있다. 2009년에는 예로부터 스코틀랜드의 관문으로 불렸던 A7 도로의 환영 표지판에 스코틀랜드 게일어로 쓰여진 환영 문구 'Fàilte gu Alba'가 추가되었다.
2021년 3월, 전 스코틀랜드 정부수반이자 스코틀랜드 국민당 대표였던 앨릭스 새먼드가 2021년 스코틀랜드 의회 선거를 앞두고 스코틀랜드 독립 지지 성향의 정당인 알바당을 창당하였다.

## 같이 보기
- 알바낙투스
- 칼레도니아
- 알바 왕국
- 스코샤